# محمدشفیع هروی حسینی
محمد شفیع هروی حسینی (۹۹۶-۱۰۸۱ه‍.ق/۱۵۸۷-۱۶۷۰م) معروف به شفیعا و ملقب به «پیشوا» از خوشنویسان خط شکسته نستعلیق در سده یازدهم هجری و از اهالی ریزه تایباد که به علت اقامت چندین ساله در هرات به شفیعای هروی مشهور گشت .
وی مشهور به شکسته نفسی و حسن محضر بوده و افزون بر شکسته‌نستعلیق، که هنر اصلی‌اش بوده، خط نسخ، نستعلیق و تعلیق را نیز نیکو می‌نوشته و شعر نیز می‌سروده همچنین در نقاشی و تذهیب نیز دستی داشته‌است. او خط شکسته‌ را آنچنان به درستی و منظمی پرداخته که مدتی این خط را به نام او «شفیعائی» می‌خواندند.

## زندگی
شفیعا شاگرد مستقیم یا غیرمستقیم مرتضی‌قلی‌خان شاملو (درگذشت ۱۱۰۰ ه‍.ق) شکسته‌نویس مشهور حاکم‌‍ هرات بود که برخی او را مبدع خط شکسته ‍‌می‌دانند. وی در خدمت مرتضی قلی خان شاملو مدتها منصب منشی باشی داشت و همت بر تکمیل خط شکسته استاد خود مرتضی قلی شاملو گماشت تا به تدریج به سرمنزل کمال رسید و از خوشنویسان خط شکسته بحساب آمد و می‌توان گفت خط شکسته او اختراعی بود.
شفیعا از هرات سفری به هندوستان کرد و پس از بازگشت مدتی در اصفهان و در دربار شاه عباس دوم بسر برد و سپس در اواخر عمر دوباره به هرات بازگشت.

## امضاء
از آنجایی که محمد شفیع در دربار شاه عباس دوم، خوشنویس مقرر و موظف بود در بعضی قطعات «عباسی»، رقم کرده، قطعاتی هم با رقم «محمد شفیع‌الحسینی» تا تاریخ ۱۱۲۸ هم دیده شده‌است.

## شاگردان
از خوشنویسان پیرو شیوه شفیعا باید از محمد ابراهیم قمی نام برد که در خط نسخ استاد میرزا احمد نیریزی و از خوشنویسان زبردست عصر شاه سلطان حسین صفوی است و شکسته را ممتاز می‌نوشته و قطعاً تا سال ۱۱۱۷ ق می‌زیسته‌است . همچنین محمدحسن قمی، محمدعلی اصفهانی متخلص به وفا، محمدافضل گنابادی و زین‌العابدین بن محمدرحیم متخلص به نشأة از معاصرین و پیروان سبک شفیعا بوده‌اند. حسن کرمانی متخلص به غیور، شکسته‌نویس اواخر سده یازدهم و اوایل سده دوازدهم، که مدتی‌‍ به وزارت گرجستان ‍‌مامور بود، نیز از جمله شاگردان ‍‌شفیعا بوده‌است.‍‌

## درگذشت
گفته شده است که محمدشفیع پس از مدتی اقامت در اصفهان و دربار شاه عباس دوم به هرات رفت و در سن هشتاد و پنج سالگی به‌سال ۱۰۸۱ه‍.ق/۱۶۷۰ م در مشهد درگذشت. با این وجود آثاری از او با رقم «محمدشفیع الحسینی» و تاریخ ۱۰۹۲ و ۱۱۱۶ و ۱۱۲۴ و ۱۱۲۸ دیده شده که در شیوهٔ قدرت همانند خط شفیعا است که در این صورت سن او از ۱۳۰ سال هم تجاوز می‌کند. این موضوع سبب شده برخی اعتقاد پیدا کنند که دو یا سه خوشنویس به این نام با تقدم و تأخری هم‌عصر زیسته‌اند که درست در خط شفیعایی هم سنگ و برابر هم بوده‌اند.

## شعر
چنانچه گفته شد محمد شفیع شعر نیز می‌سروده. این ابیات از اوست:
| نسیم می‌رسد از کوی آن نگار امروز |  | به دیده نور نظر می‌دهد غبار امروز |
| به مرگ تو بنشینم به خون زهد طپم |  | ز دست ساقی اگر بشکنم خمار امروز  |
| بنفشهٔ خط و ریحان زلف و غنچهٔ لب  |  | به روی یار شکفته ست نوبهار امروز |

## آثار
از او قطعه‌ای مانده که در تاریخ وفات پدر خود سروده و در لوح مزارش، به خط نستعلیق ممتاز مکتوب نموده و رقم «کتبه العبد خادم المسالکین محمدشفیع ابن میرحسن الحسینی ۱۰۴۲» دارد.
از دیگر آثار وی: 
- یک قطعه از مرقع، به قلم سه دانگ و نیم دو دانگ و کتابت جلی خوش، با رقم: «کتبه العبد المذنب محمدشفیع»
- یک قطعه به قلم پنج دانگ و کتابت متوسط، با رقم: «کتبه الحقیر محمدشفیع الهروی»
- یک قطعه به قلم نیم دو دانگ خوش، با رقم: «مشق العبد محمدشفیع»
- در دو قطعه به قلم نیم دودانگ و دودانگ خوش، با رقم: «مشقه العبد محمدشفیع فرذنوبه» و «مشقه العبد محمدشفیع»